# Wヤング
Wヤング（ダブルヤング）は、かつて存在した吉本興業所属の漫才コンビである。愛称はダブヤン。コンビは第1次Wヤング（平川・中田のコンビ）と第2次Wヤング（平川・佐藤のコンビ）の2期間存在する。解散を発表しないまま平川が死去したため、事実上の解散状態となっている。

## メンバー
- 平川 幸男（ひらかわ ゆきお、1941年10月5日 - 2019年11月11日[1]） 本名：平川 幸朗（ひらかわ こうろ）[1]。漫才師、歌手。立ち位置は右。

なんばグランド花月など定期公演でWヤングとして登場する時は「現役最高齢の吉本芸人」を自称していた。
戦前に吉本の端席に出ていた万才の唄の家なり駒を叔父に持つ。
第2次時代からはボケ（一部場面ではツッコミ）担当だが、第1次時代はボケ・ツッコミ両方を担当していた。兵庫県神戸市出身。
元々歌手志望であり、西川ヒノデに弟子入り前は3年間、鈴河政雄の元で歌手修業をしていた。1973年には念願の歌手デビューも果たす。また、耐久カラオケのギネス記録を持つ（現在も保持している）。
第1次Wヤングでは「平川 幸雄」の芸名で活動していた。読みは現在の芸名と同じ。
本名が、ボヤキ漫才の「人生幸朗・生恵幸子」の人生幸朗と同じ名前だが、偶然の一致である（「人生幸朗」を名乗りだしたのは、1955年）。
演歌歌手の秋岡秀治（本名：平川幸仁）は長男。妻は有馬温泉の芸子で、2010年に亡くなっている。
2019年11月上旬に大阪府内の病院に入院し療養生活を送っていたが、11月11日夜に容体が急変し死去。78歳没。
- 佐藤 武志（さとう たけし、1954年10月5日 - ） 本名：佐藤 武司（読み同じ）。

ツッコミ（一部場面ではボケ）担当、兵庫県尼崎市出身。立ち位置は左。
県立尼崎高校卒業後、森永乳業に半年勤務、1973年10月に吉本新喜劇入団。
愛称は、新喜劇入団当初は風貌容姿から「まる坊」、現在は「まる兄さん」「まる兄」。
新喜劇では、何かのきっかけで突然理不尽に暴れ出すギャグを得意としていた。1984年に漫才業に専念するため新喜劇から離れていたが、平川死去後の2019年12月より35年ぶりに新喜劇の座員として復帰した。
妻は吉本新喜劇の女優浅香あき恵。

### 元メンバー
- 中田 治雄（なかた はるお、1937年12月2日 - 1979年10月25日）本名：中田 軍治（なかた ぐんじ）。

愛称は「軍ちゃん」。ボケ・ツッコミ両方を担当していた。奈良県大和高田市出身。奈良県立高田高等学校卒業。
高校卒業後住友銀行に就職するが、東映ニューフェイス第6期に合格して俳優デビュー。その後、西川ヒノデショーのバンドメンバーとして活動する中、同メンバーの平川と出会う。声質が上岡龍太郎か笑福亭仁鶴に似ていた。
楽屋でやっていた野球賭博に手を出した事と事業の失敗で多額の借金を抱え、1979年10月25日、熱海の海岸で飛び降り自殺した。41歳没。人気絶頂の最中での突然の死は多くの芸人に衝撃を与えた。発見現場近くの展望台には漫才の台本などが入ったカバンが残されており、便箋5枚に渡る「死出の旅」という遺書には「人はいさ心も知らぬ故里に死ぞ昔の香に匂ひけり」と辞世の歌が書かれていた。告別式の時には、平川は棺の前で「なんで死んだんや!」と号泣した。博打と事業で儲けようとしていたようだが結局は自分の意志が弱く、借金で追い詰められ最後は自決という形での最期を選んだのであった。事件の前には中田本人から借金の事を聞いた平川の主導で吉本興業に借金の肩代わりを頼んだりもしたが、その際中田は借金の正確な額をどうしても言い出せず、肩代わりしてもらった残りの分を返済するべく再度博打に手を出し、これが悲劇につながった。この事は現在でも賛否両論の声があり、また平川は「その時に借金全額を口に出せる勇気があったならこんな事にはならなかったのに」と語っている。
余談だが、自殺の前日に起きた失踪に関する報道で、朝日新聞と毎日新聞が揃って中田の写真と間違えて平川の写真を掲載するミスがあった。特に毎日新聞は、おわび記事で改めて中田の写真を掲載した。
また事件の後の11月1日には、母親の和嘉も国鉄巻向駅構内で線路を横断中に急行列車に撥ねられ亡くなっている（69歳没）。和嘉はワイドショー「独占! Wヤング自殺、涙の遺書初公開」を視た後に駅へ向かう途中だったという。
なお、同じ中田姓の中田ダイマル・ラケット（本名・芸名共に中田姓）と師弟関係及び兄弟親子関係と思われる事も有った様だが、実際は師弟関係及び直接のつながりはない。
「天国のスタア2006」や「なつかしの昭和爆笑漫才～天国の笑星～」では本名でテロップが出されていた。

## 来歴
中田は住友銀行に勤務。1956年に何気なく受けた東映ニューフェイスのオーディションに合格し役者を目指すもいい役どころに恵まれず断念（同期には里見浩太朗がいた）。1961年に映画の仕事で知り合った西川ヒノデ（「西川ヒノデショウ」という4人組のコミックショウのリーダー。メンバーの中に二代目西川サクラ＝後のフラワーショウの華ぼたんがいた。後の「西川ヒノデ・サクラ」。ちなみに西川きよしとは直接の関係はない）の弟子で「西川ヒノデ・サクラ」の伴奏要員で初舞台。一方の平川は地元の中学卒業後、1958年より歌手志望で3年間修行したが芽が出ず、1961年に叔父の唄の家なり駒の紹介で西川ヒノデの弟子になり中田同様に「西川ヒノデ・サクラ」の伴奏要員で初舞台。程なくして同門の3人で漫才トリオ「リズムデッサン」を結成（当初は本名で出ていた）。千日劇場や松竹の道頓堀角座などで前座修行を積む。1964年にトリオは解散し独立、メンバーのうち、西川ヒデ若は平川幸雄、西川ヒデオは中田治雄にそれぞれ芸名を改め、「初代Wヤング」（当初はコンビ名を西川ヒデオ・ヒデ若）を結成。しばらくして千土地興行から1966年に娯楽観光を経て吉本興業に移籍。
当初はリズムデッサンと同様の音曲漫才（音楽コントと表記されていた）だったが、後にしゃべくり漫才に転向。当初は平川の女キャラで売り出す。後に県名や動物、酒やタバコの銘柄などを折り込んだ洒落をふんだんに使った漫才で、1960年代の演芸ブームの波に乗り人気を得る。「やすしきよしが最も恐れた漫才師」と言われ、またビートたけしが著書で「ツービートが何年やっても追い抜くどころか追いつく事さえできない」とその実力を認めるなど、後の漫才ブームの中心となった漫才師達の多くも彼らを目標としていた。
人気絶頂の最中、1979年10月に中田が突如なんば花月の舞台を前に失踪し、相方のいない平川はその日の舞台を池乃めだかと組んだ。その後胆石で平川は入院、10月25日になって中田が飛び降り自殺しているのが発見される。漫才ブームが到来する僅か3ヶ月前のことであった。平川は入院中に隣の隣のベッドにいた男性（後にその男性がハイヒールリンゴの父親だったと知る）に悲報を聞く。発作的に後を追おうとするなど一時期重度の情緒不安状態に陥るほどのショックを受け、退院までは常に付き添いの者が病室の窓に張りついて監視していたという。「花王名人劇場」のプロデューサーを当時務めていた澤田隆治は、（「花王名人劇場」に）最初に呼ぶ漫才はWヤングを予定していたが、中田が自殺したためやすしきよしに変更したと講演で語っている。そのやすしきよしは同番組をきっかけにポストWヤングの座を射止め、漫才ブームを牽引することになった。中田が生きていたら、「モミジまんじゅうー!」「コマネチ!」「おさむちゃんで〜す」に交じって「ちょっと聞いたあ?」や「えらいすいません」が飛び交う"未来"があったかも知れない。
その後、平川はピン芸人として「ポケットミュージカルス」の歌手や吉本新喜劇、営業での司会業などに活動の場を移すが、劇中で佐藤武志と漫才コンビ役をしていたことを機に、1984年4月、佐藤を誘って第2次Wヤングを結成した。このとき平川は芸名を「幸雄」から「幸男」に改名。第2次では舞台上を走り回ったり、どついたり、キスしたり、といった体当たりの漫才を披露。新コンビ結成当初は前座扱いされる屈辱も味わったが、結成20年を越えたなんばグランド花月や寄席を中心に中堅～重鎮格のコンビとして活動した。テレビ、ラジオへも関西ローカル中心にコンスタントに出演しており、「笑点」「演芸図鑑」「上方演芸会」など全国ネット番組にもしばしば登場、動きの激しい漫才を披露していた。
2007年に吉本興業の分社化に伴い、子会社よしもとクリエイティブエージェンシーに移籍。
2009年には平川の芸能生活50周年、コンビ結成（佐藤との）25周年イベント「Wヤングの激動漫才! 平川幸男50周年だよ 佐藤武志と組んで25周年だって、へんなの!」を10月4日にNGKで開催した。
2018年末から2019年に入ると、平川が体調を崩し休養と復帰を繰り返したことから、佐藤は古巣である吉本新喜劇への復帰を考えるようになり、同年11月にコンビの解散を発表する段取りとなっていたが、発表前日に平川が死去。これにより事実上の解散状態となり、第1次時代を含めた足掛け55年のコンビ活動に幕を降ろし、同年12月から佐藤は吉本新喜劇の座員として35年ぶりに復帰した。

## 所属
師匠・西川ヒノデが当初は千土地興行所属していた為、Wヤングも千土地興行に所属し千日劇場を中心に舞台に上がっていたが、娯楽観光に数ヶ月入るも出演する劇場がなく、1966年10月より吉本の主要劇場に登場する。

## 芸風
第1次Wヤング
後期は、主に駄洒落を使った漫才が多かった。通常の漫才も得意とする。初期はギターを使って漫才を披露することもあった。
例（野菜ネタ）＞「人のことなんかかぼちゃられませんわ」「なんでもごぼうごぼう上がりますよね」「いい加減に椎茸」「アスパラどうしたらいいの」「ではこのへんでえんどう豆」（政治ネタ）＞「何ちゅう事を郵政大臣」「オナラ一発、国務大臣」「そんな事はア官房長官」「国民を大事にせんといけんだ（池田）勇人」「また調子に農林大臣」「ではこのへんで吉田茂」（県づくし）＞「ええがげんにシガ県」「頭いっぱつチバ県」「オオイタ県」「あんたにはカナガワ県」「ほなこのへんでオキナワ県」など。また平川は田中角栄のものまねも披露していた。
コンビ双方のボケとツッコミが瞬時に入れ替わる、難しいスタイルの漫才をこなし、高く評価される。同じネタでもボケと突っ込み役が交代すれば、新しいネタかと思えるほど笑いを得ていた。なお、テーマ曲は「聖者の行進」の替え歌アレンジを使用していた。
第2次Wヤング
どつき漫才のように身体をはったネタや、平川の歌唱力を使った歌ネタが多い。駄洒落ネタも時折披露する。その他、SE（効果音）漫才など、ジャンルは幅広い。どつき漫才の例として、佐藤が平川にキスを迫る、佐藤が平川に靴で引っ叩かれる、佐藤が倒れこんだらそのまま体をかわされて顔から床に直撃するなどのパターンが存在する（たいていは佐藤が平川の倍以上酷い目に遭わされる）。舞台狭しと走り回ったり、ダンスを二人で踊ったり（たいてい平川が先に疲労困憊になって終了）、佐藤が平川の背広を客席に投げ入れたり（蹴り入れる場合もある）と激しい漫才を展開。
場合によってはボケとツッコミが入れ替わるような場所があるが、基本的には前述の通り佐藤がツッコミ、平川がボケを担当している。終盤では立ち位置が替わる事も度々ある。
かつての駄洒落を稀にテレビなどで披露する事がある（通常は漫才の途中で平川が一節織り込んで「ちょっと聞いたあ」に持ち込むのが一般的だが、ごく稀に『バラエティー生活笑百科』出演時などの舞台が小さく演じる時間も限られた場面では第一次を彷彿とさせる駄洒落掛け合いをみせることもあった）。
またとくに「上方演芸会」で多く披露するが、収録地に因んだ観光案内を盛り込んだ「Wヤングのちょっといい旅」という定番ネタがある。
テレビでは前述のような激しいアクションのどつき漫才を展開する一方で、姿の見えないラジオでは巧みな話術と平川の歌唱力やダジャレを盛り込んだ正統派のしゃべくり漫才を披露するなど、その幅広い芸風が持ち味となっている。

### 主なギャグ
- 「ちょっと聞いたあ」
- 「えらいすんまへん」
- 「へんなの」
- 突如脈絡もなく「ムハハハハ」と笑う（佐藤に「何がおもろい！」とツッコまれる）
- 「アホかいな」（振り付けがあり、最初に言ってから観客に振り付けを教え全員でやってみた後、単独で「ほんまに今日のお客さん、アホかいな」と返すので佐藤のツッコミを食らう）
- 「ええ所やねえ。何にもなくて」（地方収録の際につかみで使うギャグ。佐藤にツッコまれると「ゴミゴミしたところが何にもなくて、という意味や」と弁解するがその直後に「どうでもいい所」と畳み掛けるのでまた佐藤にツッコまれる）

以上は平川のギャグ。たいていは言った後の客席の反応が今ひとつなので「はーあ」とため息をつく、あるいは「あかんねぇ」「さっぱりやねぇ」と返すなどして佐藤のツッコミを食らう。
また「ちょっと聞いたあ」「へんなの」「ムハハハハ」は第一次時代から使用している。
それを逆手にとって、佐藤が「そんな40年前の（もしくは「万博の年の」）ギャグ使っとんのかい」とツッコみ、それを受けて平川が「この『ちょっと聞いたあ』がウケて大阪の一等地に家建てましたんや」と語って関心を集めるが、「で、『えらいすんまへん』、このギャグで家売りましたんや」とオチを付けて「何にもなってへんやないか！」と佐藤にツッコまれるというギャグを展開している。
漫才の冒頭では佐藤が平川の高齢ぶりを引き合いに出して笑いをとることが多い。以下はそのやり取りの一例
- 佐藤が平川を「師匠、師匠」と持ち上げて平川が「舞台に出てきて師匠言うな」などと照れ臭そうにするが、佐藤が「いや師匠ですよ、おまえ」と扱き下ろすので平川が怒って「お前、そうやって俺の悪口ばっかり言ってんのやろ！」と返し「そんなこと言ってまっかいな、陰でしか」と佐藤が余計に火に油を注ぐ（そして以下のやり取りに展開）
- 佐藤にけなされた平川が「こんな若者をつかまえて」と自分のことを言うので佐藤が「だれが若者やてぇ！？」と大げさに反応、以下のやり取りに展開する
  - 「（佐藤が平川を指して）年金もろうてまんねんで」否定後、年金受給日などを平川が答えていく
  - 佐藤が客席に「こうは言うても70過ぎてまんねんで（あるいは「74でっせ」などと詳細な年齢を言う）」と平川を指して言うので平川が「だれが70過ぎてんねん！（だれが74や！）」と否定するがそのあとで「75や！」などと正確な年齢（たいていは佐藤の言った年齢よりひとつ上）を発表して佐藤のツッコミを食らう
  - 平川が「75やけど、髪の毛染めてまへんで」というと佐藤がすかさず「これ、アデランスやねん」と返すので「ちゃうわ！アートネイチャーや」とボケて、佐藤に「そっちかい！」とツッコまれる

さらに佐藤も60代となってからは平川から「こいつももう還暦でっせ」とツッコミ返され、さらに観客に「この舞台で古稀（平川）と還暦（佐藤）が漫才してまんねんで。で、名前がWヤングやて」とコンビ名に引っ掛けたギャグを展開している。

## 出演
- お笑いネットワーク（よみうりテレビ）
- 上方漫才まつり（毎日放送）
- 土曜ひる席（NHK大阪・テレビ／準レギュラー出演）
- バラエティー生活笑百科（NHK大阪・テレビ／不定期出演）
- 笑点（日本テレビ系列／不定期出演）
- 上方演芸会（NHK大阪・ラジオ／不定期出演）
- Wヤングですお早うさん（近畿放送）

### 漫才作品
- 漫才の殿堂（第1次Wヤング／DVD）
- なつかしの昭和爆笑漫才～天国の笑星～（第1次Wヤング／DVD）
- 上方漫才まつり <昭和編> 第1集（DVD）

### 音楽作品
Wヤング名義（すべて第1次Wヤング）
- 「お待たせしました! -Wヤング・ビッグ・プレゼント-」(1975年発売 キングレコード SKD-275)
  - LP・第十回上方漫才大賞受賞記念
  - A面に漫才編として漫才3本(魚づくし/結婚相談所-俳優づくし/県づくし)、B面に歌謡曲編として6曲(涙の酒/ネオンの傷跡/居酒屋/楽屋人生/煙草になりたい/名月赤城山)を収録
- 楽屋人生／そんなもんだよ人生は（1973年3月発売 キングレコード BS-1740）
- 帰れぬ女のブルース／片えくぼ (1974年発売 キングレコード BS-1836)
- 坂町ブルース／スキスキ・ツイスト（1977年発売 ビクター SV-6254）
- 女の法善寺／れい子の酒場（1978年7月発売 ビクター SV-6456）
- 振られた女の子守唄／いいじゃないか（1979年9月発売 ビクター SV-6641）

平川幸雄名義
- 北端の宿／煙草になりたい（1982年発売 キングレコード K07S-343）

平川幸男名義
- 人生花舞台／男太鼓 (1987年3月30日発売 アポロン AY07-60)
- 妹／夜の帝王 (1989年7月21日発売 キングレコード 064R-10063)
- まとい精神／そんな大阪すきなんや (2000年11月18日発売 日本コロムビア CODA-1922)
- ふとん太鼓 (2002年6月5日発売 フリーボード FBDX-1010) c/w「大阪いのち」は、八木光正&岡本あずさによる歌唱。
- 人情横丁法善寺／匠の詩 (2003年6月25日発売 フリーボード FBDX-1022)
- 泣かせてばかり／露地あざみ（2011年3月16日発売 よしもとミュージックエンタテインメント YRCN-90139 ）
- 浪花の父子酒／昭和のメルヘン（2014年7月30日発売 日本クラウン CRCN-1807）平川幸男&秋岡秀治名義。親子でのデュエット。

## 受賞歴
第1次Wヤングとして
- 1973年 第8回上方漫才大賞奨励賞
- 1974年 第3回上方お笑い大賞金賞
- 1975年 第10回上方漫才大賞

第1次・2次Wヤングとして
- 2020年　第23回上方演芸の殿堂入り[10]

## 主な弟子
- 赤川喜久夫（平川の弟子）
- 平川タロー・ジロー（解散／現在はタローのみ、北山ヨシオとオッサンパラダイスで活動）
- 北山ヨシオ（平川タローと「オッサンパラダイス」で活動）
- Wパンチ（解散／現在はパンチみつおとしてピンで活動）
- ミモ・ファルス（解散／小畑と米原が平川の弟子、岡田のみ大平サブローの弟子）
- 宇都宮まき
- 松みのる（現在は裏方として活動）
- 杉ゆたか
- もみちゃんズ（平川の弟子。現時点で平川の最後の弟子）

## 備考・エピソード
- リズムデッサン時代より楽器を使った漫談を行っていたため、第1次時代はどちらも楽器を弾くことが出来た。そのため、テレビで歌を披露する際には平川がギターを中田がサックスを演奏し、更に中田が平川を肩車をしながら演奏する「2階建て演奏」を披露することがあった。また平川がタップを踊る事もあった。将来年取っても体力的にこんなきつい漫才続けられんと思い、後に多くのWヤングの台本を手掛ける事になる漫才作家の足立克己の助言もありしゃべくりに変えた。
- 同時期に活動していたWけんじ、及び彼らの弟子で「W＊＊」と名乗っていた人物たちとは一切の関係がない。Wけんじの東けんじは一時期大阪を拠点にして、千土地興行経営の大阪劇場にレギュラー出演していた時期があるが、中田・平川が西川ヒノデへ入門する以前のことであり、Wヤング結成時には既に東は東京に戻りWけんじでブレイクしていた。
また、「Wさくらんぼ」（松竹芸能所属で既に解散）、「Wエンジン」とも一切の関係はない。但し、「Wパンチ」（吉本所属。現在パンチみつおだけ）は第1次Wヤングの一門である。
- 中田の自殺をきっかけに大阪府警では野球賭博事件の摘発に踏み切り、月亭可朝・間寛平・結城哲也（元チャンバラトリオ）の3人が略式起訴された。吉本でも「賭博に手を染める芸人は使わない」と宣言した。
- 月亭可朝が中田ボタンらとトランプ賭博に興じていたところ、突然入ってきた警官がそのまま隣の部屋へと突入。偶然その部屋に居合わせた池乃めだか、4代目平和日佐丸、平川が賭博に関わっていると疑われ一時拘束された。なお、実際はうどんの代金を用意していただけであった。

- 平川が一度だけ舞台に遅刻した際に、佐藤は宮川花子と組んで即興で漫才を行ったことがある。遅刻の原因は「時間を潰そうとして船に乗ったら、船がそのまま動き出した」ためである。
- 近年はオレンジと一緒に仕事をすることが多い。
- 平川と佐藤は誕生日が同じで、コンビで13歳の年の差である。